# Ipotesi dell'impulso di avvicendamento
L'ipotesi dell'impulso di avvicendamento (turnover-pulse hypothesis), formulata dalla paleontologa Elisabeth Vrba, suggerisce che catastrofi o grandi cambiamenti dell'ecosistema spesso comportino un periodo di rapida estinzione e alto avvicendamento (turnover) di nuove specie attraverso più linee di discendenza. Può essere visto come un'estensione del concetto di radiazione evolutiva da un contesto singolo a uno a più cladi.

## Teoria
Gli ecosistemi subiscono periodicamente interruzioni significative che provocano estinzioni di massa e speciazione. Vrba ipotizza che i cambiamenti del clima, attraverso il loro effetto sull'ambiente, comportino la "divisione delle popolazioni [animali] in gruppi geograficamente e geneticamente isolati", che successivamente evolvono in specie separate. Prevede inoltre che all'interno di un ecosistema ciò debba verificarsi per diversi gruppi di animali più o meno nello stesso momento, creando un "impulso sincrono" attraverso più linee di discendenza.
L'ipotesi è stata sviluppata per spiegare i diversi schemi di evoluzione osservati nelle antilopi africane. Vrba ha affermato che la fauna dei mammiferi dell'Africa orientale ha subito una rapida esplosione di estinzione e speciazione tra 2.8 e 2.5 milioni di anni fa, causata da una grande fluttuazione della temperatura. Durante questo evento, molte specie avrebbero abbandonato i loro precedenti habitat e successivamente sviluppato diversi adattamenti nei loro nuovi ambienti, evolvendo in specie diverse, come le antilopi studiate da Vrba, che sono passate dalla brucazione al pascolo. Il sostegno di Vrba all'idea che i diversi cladi si adattino tutti in modo sincrono e parallelo agli eventi climatici proviene dalla documentazione fossile di roditori della valle del fiume Omo.

### Il caso degli Hominini
Vrba in seguito propose questi cambiamenti come la scintilla per l'emergere del lignaggio Homo, distinto dagli altri hominini, che è datato intorno a questo periodo. Ciò è in linea con l'ipotesi della savana  (o "ipotesi dell'aridità"), che suggerisce che la crescente aridità abbia portato all'espansione della savana, imponendo agli hominini la necessità di scendere dagli alberi e camminare su due gambe. Anche i primi siti archeologici contenenti strumenti risalgono a questo periodo. Tuttavia, è ancora possibile che il genere Homo si fosse già evoluto prima dell'evento climatico.

## Critica
Il principale punto di vista opposto è l'ipotesi della Regina Rossa, proposta da Leigh Van Valen, secondo la quale l'estinzione avviene in un avvicendamento costante, invece che a impulsi.
Studi sui fossili del bacino del Turkana al momento dell'ipotetico cambiamento drammatico di 2,5 milioni di anni fa hanno rilevato che il tasso di adattamento era significativamente inferiore a quello previsto dall'ipotesi dell'impulso di avvicendamento: dal 50% al 60% distribuito su un milione di anni, anziché del 90% in poche centinaia di migliaia di anni. Le spiegazioni suggerite per la discrepanza includono che "le variazioni nell'abbondanza di fossili nel tempo hanno alterato i dati di Vrba, creando un falso picco" o che la "valle del Turkana  - che a quel tempo conteneva un fiume delimitato da boschi - è stata protetta dai drammatici cambiamenti climatici".
L'ipotesi di un cambiamento verso un clima più fresco e asciutto e ad un certo punto tra 2.8 e 2.5 milioni di anni fa è ampiamente accettata (e corroborata dalla composizione degli strati di sedimenti sul fondo del mare), ma i picchi di adattamento tra le diverse specie nell'Africa orientale sono stati osservati in tempi diversi, il che significa che sebbene "le prove sui grandi mammiferi siano coerenti con l'idea di un cambiamento faunistico nel tardo Pliocene, [...] attualmente non vi è accordo sulla sua estensione e data precisa".
Sebbene vi sia consenso sul fatto che i principali cambiamenti climatici causino un'estinzione diffusa, altri studi sull'Africa orientale e altre regioni non sono riusciti a identificare alcun impulso che possa aver portato a un'evoluzione o speciazione sincrona, e questo probabilmente dipende dalle condizioni locali.